# Казимир V (Померания)
Казимир V (на немски: Kasimir V; Kasimir VI; * сл. 1380; † 13 април 1435) от династията на Грейфите (Померанска династия) е херцог на Померания-Щетин от 1413 до 1428 г. заедно с по-големия му брат Ото II, след това управлява самостоятелно.

## Биография
Той е най-малкият син на херцог Свантибор III (1351 – 1413), който управлява в Померания-Щетин, и на съпругата му Анна Нюрнбергска (1360 – 1413), дъщеря на Албрехт Красивия, бургграф на Нюрнберг. Братята му са бездетният Ото II (1380 – 1428) и Албрехт († пр. 1412).
Казимир V е изпратен от баща му като командир на померанската войска в битката при Таненберг (1410) на страната на Тевтонския орден и попада за известно време в полски плен. В битката при Кремер Дам (1412) той и брат му Ото II се бият против Бранденбург.
След смъртта на баща му през 1413 г. Казимир V и брат му Ото поемат заедно управлението на Померания-Щетин и продължават боевете против Бранденбург.
Херцог Казимир V умира през 1435 г. и е погребан в църквата Отен в Щетин. В управлението на Померания-Щетин е последван от синът му Йоахим Млади.

## Фамилия
Първи брак: с Катарина фон Брауншвайг-Люнебург († 1429), дъщеря на херцог Бернхард I. Те имат децата:
- Йоахим Стари († пр. 1424)
- Йоахим Млади (* сл. 1424; † 1451)
- Анна фон Померания-Щетин († след 14 май 1447), омъжена на 17 септември 1436 г. за херцог Йохан V фон Мекленбург (1418 – 1442)

Втори брак: след смъртта на Катарина той се жени (1431) за Елизабет фон Брауншвайг-Грубенхаген (1409 – 1452), дъщеря на херцог Ерих I фон Брауншвайг-Грубенхаген и Елизабет († 1444) от Брауншвайг-Гьотинген, дъщеря на херцог Ото I фон Гьотинген. Те имат една дъщеря:
- Маргарета (* ок. 1439), омъжена за граф Албрехт III фон Линдов-Рупин

След смъртта на Казимир неговата вдовица Елизабет става абатеса на Гандерсхайм.